# Krupanj
Krupanj (en serbe cyrillique : Крупањ) est une ville et une municipalité de Serbie situées dans le district de Mačva. Au recensement de 2011, la ville comptait 4 455 habitants et la municipalité dont elle est le centre 17 398.

## Géographie
La ville de Krupanj est située à l'ouest de la Serbie, à la limite entre la plaine pannonienne et la région de la Mačva. Elle est le centre d’une micro-région appelée Rađevina, ainsi nommée d’après un chevalier qui se battit aux côtés du prince Lazar et qui la défendit contre les Hongrois et les Ottomans.
Située à une altitude de 280 m, la ville est entourée par les monts Jagodnja (939 m), Boranja (856 m) et Sokolska planina (917 m) ; toutes ces monts font partie du groupe de montagnes de Podrinje-Valjevo, une des franges les plus orientales des Alpes dinariques. La vallée dans laquelle Krupanj est construite est parcourue par de nombreuses rivières et ruisseaux. La ville elle-même est située au confluent des rivières Bogoštica, Čađavica et Kržava, qui se rejoignent pour former la Likodra, qui elle-même se jette dans le Jadar près de l'ancienne mine de Zavlaka.
La municipalité de Krupanj, qui couvre une superficie de 342 km2 est entourée par le territoire de la ville de Loznica au nord, par les municipalités de Koceljeva et d'Osečina à l'ouest, par celle de Ljubovija au sud et par celle de Mali Zvornik à l'ouest.

## Climat
Le climat de Krupanj, comme celui des autres localités du district de Mačva, est mesuré par la station météorologique de Loznica, qui enregistre des données depuis 1901 (coordonnées 44° 33′ N, 19° 14′ E). Krupanj jouit d'un climat continental modéré.
La température maximale jamais enregistrée à la station a été de 42,3 °C le 24 juillet 2007 et la température la plus basse a été de −25,4 °C le 24 janvier 1963. Le record de précipitations enregistré en une journée a été de 100,7 mm le 20 juin 1956. La couverture neigeuse la plus importante a été de 69 cm les 13 et 14 février 1984.
Pour la période de 1961 à 1990, les moyennes de température et de précipitations s'établissaient de la manière suivante :
| Mois                                       | Janv | Fév  | Mars | Avr  | Mai  | Juin | Juil | Août | Sept | Oct  | Nov  | Déc  | Année |
| ------------------------------------------ | ---- | ---- | ---- | ---- | ---- | ---- | ---- | ---- | ---- | ---- | ---- | ---- | ----- |
| Températures maximales moyennes (°C)       | 3,8  | 6,9  | 12,1 | 17,5 | 22,4 | 25,3 | 27,4 | 27,4 | 23,9 | 18,3 | 11,3 | 5,6  | 16,8  |
| Températures moyennes (°C)                 | -0,2 | 2,3  | 6,5  | 11,4 | 16,1 | 19,2 | 20,7 | 20,1 | 16,5 | 11,3 | 6,2  | 1,8  | 11,0  |
| Températures minimales moyennes (°C)       | -3,5 | -1,4 | 1,8  | 6,0  | 10,4 | 13,6 | 14,8 | 14,3 | 11,2 | 6,6  | 2,5  | -1,4 | 6,2   |
| Moyennes mensuelles de précipitations (mm) | 51,0 | 49,2 | 57,7 | 70,0 | 82,7 | 99,5 | 84,4 | 76,3 | 61,9 | 53,7 | 70,3 | 63,6 | 820,3 |

## Histoire

### Préhistoire et Antiquité
Des fouilles réalisées à Krupanj attestent de l'ancienneté de peuplement du site. Dans la partie basse de la ville, des vestiges remontant à la Préhistoire ont été retrouvés, dont un bol de terre cuite et une urne. En 1912, des vestiges datant de l'époque romaine ont également été mis au jour, avec des murs, des briques et des fragments de poterie. Un autel y a été retrouvé et transféré au musée national de Belgrade.

### Moyen Âge et période ottomane

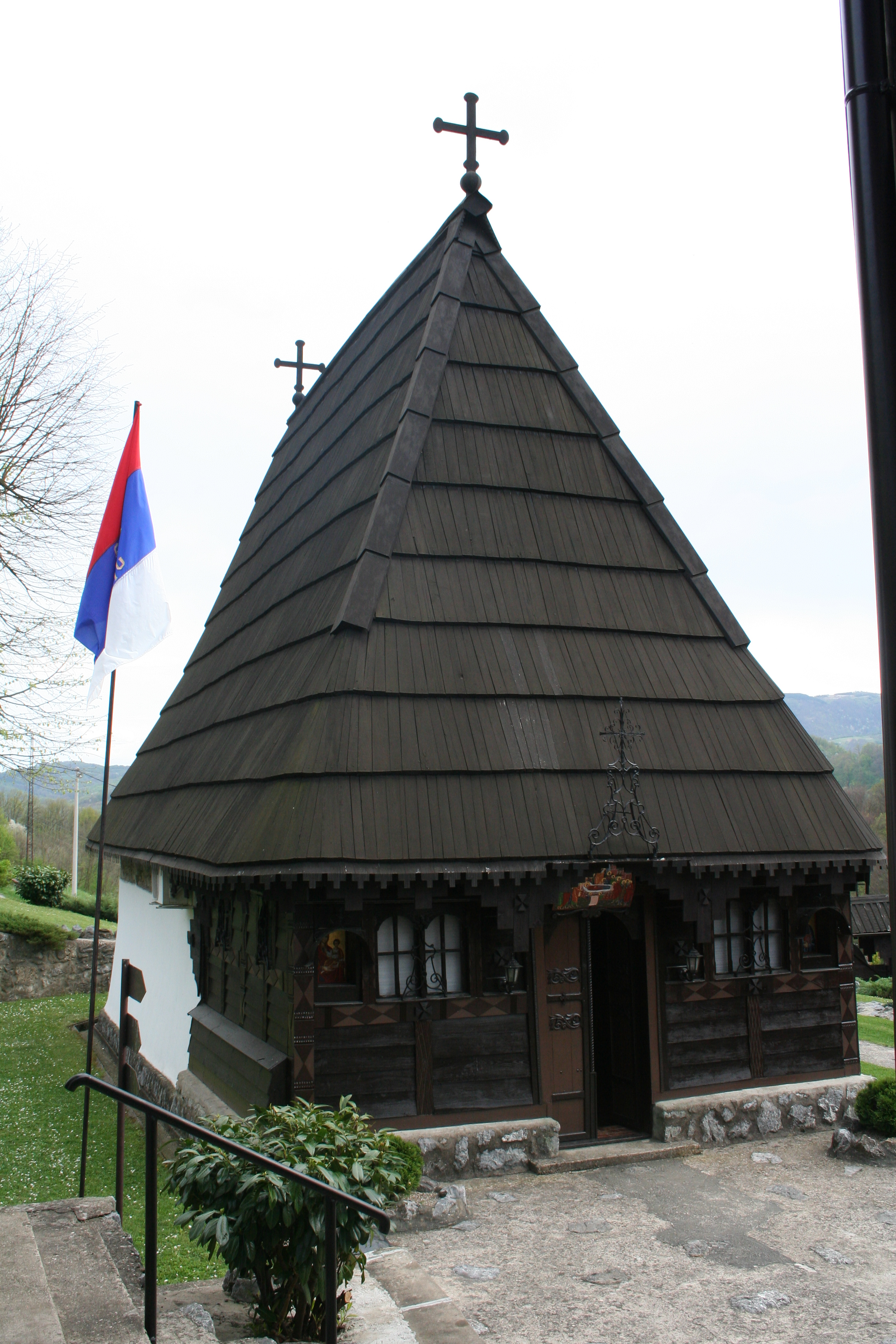
L’église de la Dormition-de-la-Mère-de-Dieu de Dobri Potok, près de Krupanj

Le nom de Krupanj est mentionné pour la première fois en 1417 dans des documents de la république de Raguse. Au Moyen Âge, elle possédait d’importantes mines d’argent et était précisément fréquentée par des marchands de Raguse. En 1459, après la prise de Smederevo et la chute du despotat de Serbie, elle tomba aux mains des Ottomans, comme le reste de la Serbie. 
L'église de Dobri Potok (Dobropotočka crkva), dans les faubourgs de Krupanj, est mentionnée pour la première fois en 1528 dans des documents turcs. Cet édifice, dédicacé à la Dormition de la Mère de Dieu, abrite encore aujourd'hui de nombreux documents datant de la période ottomane.
La ville de Krupanj fut libérée une première fois au cours du premier soulèvement serbe contre les Ottomans, en 1804, par les hommes de Đorđe Obradović Ćurčija. Le voïvode Maksim Krstić et le prince Krsto Ignjatović furent chargés de la défense de Krupanj pendant l'insurrection. La première école élémentaire ouvrit dans la ville en 1837 et l'église de l'Ascension fut construite en 1842. Les Ottomans se retirèrent définitivement en 1862 et la forteresse de Soko grad fut démantelée et transformée en monastère. À la fin du XIXe siècle, une  fonderie de plomb et d'antimoine fut installée dans la ville.

### XXesiècle
Pendant la Première Guerre mondiale, une bataille entre le royaume de Serbie et l'empire d'Autriche-Hongrie se déroula au mont Mačkov kamen, à proximité de la ville ; un ossuaire-mémorial marque l'événement.
Pendant la Seconde Guerre mondiale, le 7 juillet 1941, Žikica Jovanović Španac, un Partisan communiste, tua deux gendarmes à Bela Crkva, près de Krupanj. Au temps de la république fédérative socialiste de Yougoslavie, cette date fut retenue pour la commémoration de la révolte du peuple contre l'occupant nazi.
Le 26 septembre 1941, les chefs des Partisans, sous la direction de Josip Broz Tito, se réunirent au hameau de Stolice ; un monument et un parc mémoriel y ont été construits pour commémorer l'événement. Krupanj devint alors un des centres de l’éphémère république d’Užice. À la fin de 1941, la ville fut entièrement brûlée par les nazis.

## Localités de la municipalité de Krupanj

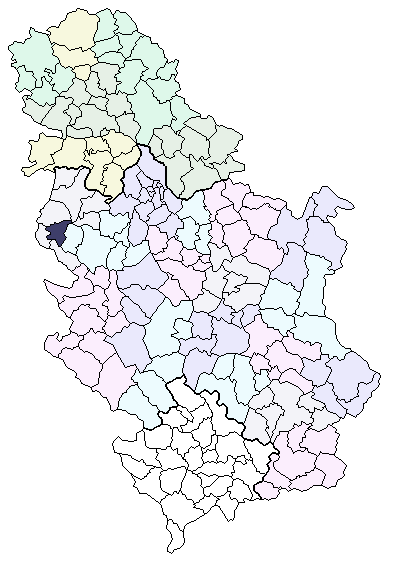
Localisation de la municipalité de Krupanj en Serbie

La municipalité de Krupanj compte 23 localités :
| - Banjevac - Bela Crkva - Bogoštica - Brezovice - Brštica - Vrbić - Dvorska - Zavlaka - Kostajnik - Krasava - Kržava - Krupanj | - Likodra - Lipenović - Mojković - Planina - Ravnaja - Stave - Tolisavac - Tomanj - Cvetulja - Cerova - Šljivova |

Krupanj est officiellement classée parmi les « localités urbaines » (en serbe : градско насеље et gradsko naselje) ; toutes les autres localités sont considérées comme des « villages » (село/selo).

## Démographie

### Ville

#### Évolution historique de la population dans la ville
| 1948 | 1953  | 1961  | 1971  | 1981  | 1991  | 2002  | 2011  |
| ---- | ----- | ----- | ----- | ----- | ----- | ----- | ----- |
| 853  | 1 085 | 1 389 | 2 479 | 3 779 | 4 795 | 4 912 | 4 455 |

## Religions
Sur le plan religieux, la municipalité de Krupanj est essentiellement peuplée de Serbes orthodoxes. La ville et sa région relèvent de l'éparchie de Šabac (en serbe cyrillique : Епархија шабачка), qui a son siège à Šabac.

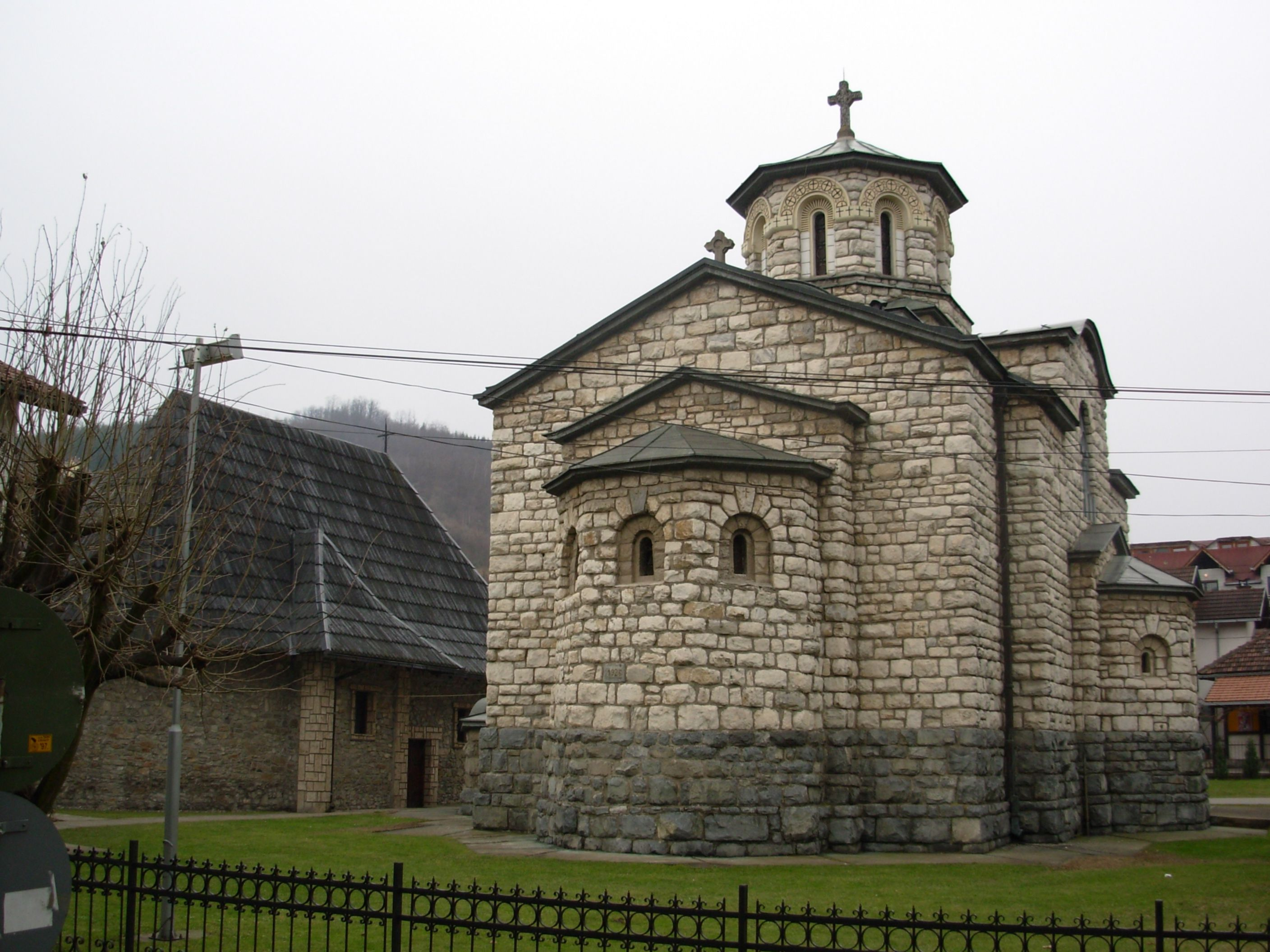
L'église de l'Ascension à Krupanj

## Politique

### Élections locales de 2004
À la suite des élections locales serbes de 2004, les 35 sièges de l'assemblée municipale de Krupanj se répartissaient de la manière suivante :
| Parti                              | Sièges |
| ---------------------------------- | ------ |
| Parti démocratique de Serbie       | 8      |
| Parti socialiste de Serbie         | 8      |
| Parti démocratique                 | 6      |
| Parti radical serbe                | 4      |
| G17 Plus                           | 3      |
| Mouvement serbe du renouveau       | 2      |
| Mouvement Force de la Serbie       | 2      |
| Parti démocrate-chrétien de Serbie | 2      |

Zoran Mindo Grujičić, membre du Parti démocratique, a été élu président (maire) de la municipalité de Krupanj.

### Élections locales de 2008
À la suite des élections locales serbes de 2008, les 35 sièges de l'assemblée municipale de Krupanj se répartissaient de la manière suivante :
| Parti                                                           | Sièges |
| --------------------------------------------------------------- | ------ |
| Parti démocratique de Serbie - Nouvelle Serbie                  | 11     |
| Parti radical serbe                                             | 9      |
| Pour une Serbie européenne                                      | 6      |
| Parti socialiste de Serbie - Parti des retraités unis de Serbie | 4      |
| Liste « Notre Rađevina »                                        | 3      |
| Liste « Mouvement pour la Rađevina »                            | 2      |

Savo Dorić, membre du parti Nouvelle Serbie de Velimir Ilić, a été élu président de la municipalité.

## Tourisme

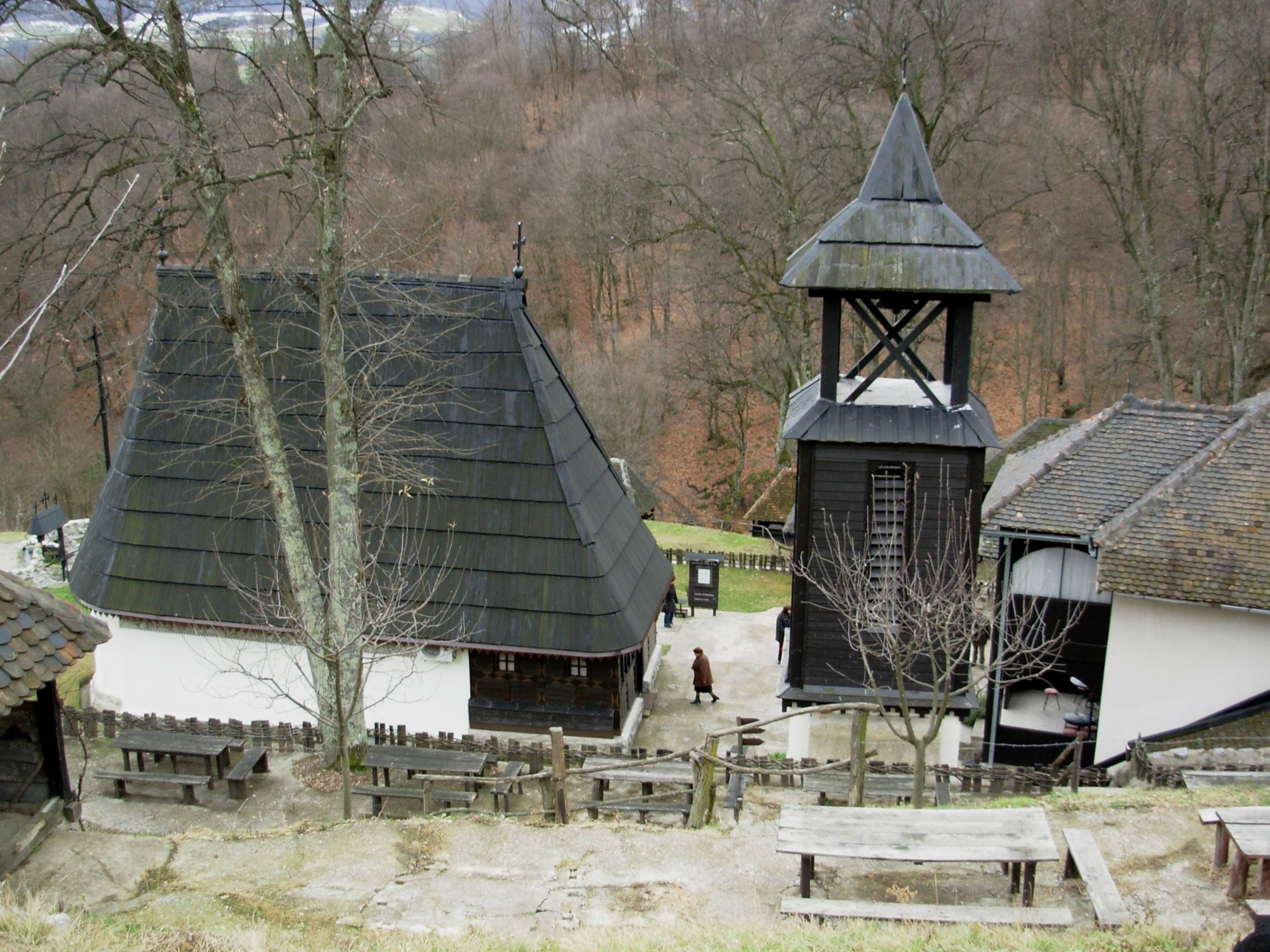
L’église de Dobri Potok, près de Krupanj

La municipalité de Krupanj possède de nombreux sites pour les amateurs d'histoire. L’église de Dobri Potok (Dobropotočka crkva) à proximité de la ville est mentionnée pour la première fois en 1528 dans des archives turques ; elle est la plus ancienne église de la région de Podrinje. L’église de la Sainte Ascension, au centre de la ville, fut construite en 1842. Près de Krupanj et dans la municipalité de Loznica, le monastère de Tronoša et le village de Tršić conservent le souvenir de Vuk Stefanović Karadžić, qui, au XIXe siècle, fut un des grands réformateurs de la langue serbe. 
À proximité de Krupanj, Mačkov kamen est une petite station de sports d’hiver.

## Personnalités
- Đorđe Protić (1793-1857), un homme politique serbe, conseiller du prince, est né à Bela Crkva, près de Krupanj.
- Borivoje Ž. Milojević (1885-1967), géographe, académicien, a effectué ses études élémentaires à Krupanj ;
- Dragutin Đorđević (1866-1933), architecte, académicien, a fait ses études à Krupanj ;
- Andrija Kojić (1896-1952), footballeur, a effectué une partie de sa carrière à Krupanj ;
- Vlada Zečević (1903-1970), ministre ;
- Aleksandar Despotović (1924-?), neuropsychiatre ;
- Zlatka Reljić (1929-2007), ministre, né à Krupanj ;
- Nadežda Hozić, née Čuperlović (née en 1929), biologiste, professeur à l'université de Sarajevo ;
- Kosta Čuperlović (1931—2005), vétérinaire, président de la Société d'immunologie de Yougoslavie, né à Krupanj ;
- Đoko Rosić (né en 1932), acteur, né à Krupanj ;
- Lavrentije (né en 1935), évêque de l'éparchie de Šabac, né à Bogoštica, près de Krupanj ;
- Milutin Popović Zahar (né en 1938), auteur-compositeur, né à Krupanj ;
- Đurađ Stakić, professeur à la faculté de défectologie de l'université de Belgrade puis professeur à l'université de Pennsylvanie ;
- Milan M. Mišković (né en 1948), sociologue, né à Mojković près de Krupanj ;
- Milutin Nenadović, neuropsychiatre ;
- Dragutin J. Bošković (1925-1983), ingénieur ;
- Dragan Pantelić (né en 1951), footballeur, a effectué ses études à Krupanj ;
- Jelena Kočović, née Vučićević (née en 1955), professeur à la faculté d'économie de l'Université de Belgrade.

## Coopération internationale
- Menhamia (Israël)[22]